# Katinka Battai
Katinka Battai Sugár (Debrecen, 17 de abril de 2003) es una deportista húngara que compite en esgrima, especialista en la modalidad de sable.
Ganó tres medallas en el Campeonato Mundial de Esgrima entre los años 2022 y 2025, y una medalla de bronce en el Campeonato Europeo de Esgrima de 2025. En los Juegos Europeos de Cracovia 2023 consiguió una medalla de bronce en la prueba por equipos.
Participó en dos Juegos Olímpicos de Verano, ocupando el octavo lugar en Tokio 2020 y el sexto en París 2024, en la prueba por equipos.

## Palmarés internacional
| Campeonato Mundial | Campeonato Mundial | Campeonato Mundial | Campeonato Mundial |
| Año                | Lugar              | Medalla            | Prueba             |
| ------------------ | ------------------ | ------------------ | ------------------ |
| 2022               | El Cairo (Egipto)  | Medalla de oro     | Sable por equipos  |
| 2023               | Milán (Italia)     | Medalla de oro     | Sable por equipos  |
| 2025               | Tiflis (Georgia)   | Medalla de bronce  | Sable por equipos  |
| Juegos Europeos    |                    |                    |                    |
| Año                | Lugar              | Medalla            | Prueba             |
| 2023               | Cracovia (Polonia) | Medalla de bronce  | Sable por equipos  |
| Campeonato Europeo |                    |                    |                    |
| Año                | Lugar              | Medalla            | Prueba             |
| 2025               | Génova (Italia)    | Medalla de bronce  | Sable individual   |